# Середнянська селищна рада
Сере́днянська се́лищна ра́да — адміністративно-територіальна одиниця та орган місцевого самоврядування в Ужгородському районі Закарпатської області. Адміністративний центр — селище міського типу Середнє.

## Загальні відомості
- Населення ради: 4 014 осіб (станом на 2001 рік)

## Населені пункти
Селищній раді підпорядковані населені пункти:
- смт Середнє
- с. Вовкове

## Склад ради
Рада складається з 30 депутатів та голови.
- Голова ради: Крицкій Емеріх Титусович
- Секретар ради: Чорнак Вікторія Вікторівна

### Керівний склад попередніх скликань
| Прізвище, ім'я, по батькові | Основні відомості                                                                    | Дата обрання | Дата звільнення |
| --------------------------- | ------------------------------------------------------------------------------------ | ------------ | --------------- |
| Крицкій Емеріх Титусович    | Селищний голова, 1958 року народження, освіта незакінчена вища, безпартійний         | 26.03.2006   | 31.10.2010      |
| Крицкій Емеріх Титусович    | Селищний голова, 1958 року народження, освіта незакінчена вища, член Народної партії | 31.10.2010   |                 |

Примітка: таблиця складена за даними сайту Верховної Ради України

### Депутати
За результатами місцевих виборів 2010 року депутатами ради стали:

#### За суб'єктами висування
| Суб'єкт висування                                   | Кількість обраних депутатів | %    |
| --------------------------------------------------- | --------------------------- | ---- |
| Самовисування                                       | 28                          | 93,3 |
| Комуністична партія України                         | 1                           | 3,3  |
| Політична партія Всеукраїнське об'єднання «Свобода» | 1                           | 3,3  |

#### За округами
| № округу                                            | Прізвище, ім'я, по батькові     | Дата визнання обраним | Освіта             | Партійна приналежність                    | Відомості про обраного депутата                                           |
| --------------------------------------------------- | ------------------------------- | --------------------- | ------------------ | ----------------------------------------- | ------------------------------------------------------------------------- |
| Комуністична партія України                         |                                 |                       |                    |                                           |                                                                           |
| 4                                                   | Белінський Анатолій Євгенович   | 04.11.2010            | вища               | позапартійний                             | тимчасово не працює                                                       |
| Політична партія Всеукраїнське об'єднання «Свобода» |                                 |                       |                    |                                           |                                                                           |
| 21                                                  | Матейко Володимир Степанович    | 04.11.2010            | середня            | член Всеукраїнського об'єднання «Свобода» | СПП «Промінь»                                                             |
| Самовисування                                       |                                 |                       |                    |                                           |                                                                           |
| 1                                                   | Скаканді Іван Олександрович     | 04.11.2010            | середня            | позапартійний                             | Середнянська селищна рада, оператор ЕОМ                                   |
| 2                                                   | Дімун Ганна Василівна           | 04.11.2010            | середня спеціальна | позапартійна                              | Середнянське відділення зв'язку, начальник                                |
| 3                                                   | Вок Руслана Василівна           | 04.11.2010            | середня спеціальна | позапартійна                              | тимчасово не працює                                                       |
| 5                                                   | Матейко Михайло Михайлович      | 04.11.2010            | середня спеціальна | позапартійний                             | Ужгородська ДАІ УМВС в Закарпатській області, інспектор                   |
| 6                                                   | Козар Василь Васильович         | 04.11.2010            | середня спеціальна | позапартійний                             | приватний підприємець                                                     |
| 7                                                   | Пашко Сергій Андрійович         | 04.11.2010            | середня спеціальна | позапартійний                             | тимчасово не працює                                                       |
| 8                                                   | Чорнак Вікторія Вікторівна      | 04.11.2010            | вища               | член Політичної партії «Сильна Україна»   | Середнянська селищна рада, начальник військового облікового столу         |
| 9                                                   | Чопик Сергій Михайлович         | 04.11.2010            | вища               | позапартійний                             | Державна екологічна інспекція Закарпатської області, провідний спеціаліст |
| 10                                                  | Годинець Олена Михайлівна       | 04.11.2010            | середня спеціальна | позапартійна                              | Середнянська селищна рада, головний бухгалтер                             |
| 11                                                  | Ільницька Лариса Іванівна       | 04.11.2010            | середня спеціальна | позапартійна                              | Середнянська районна лікарня № 2, медична сестра                          |
| 12                                                  | Чатій Людвиг Людвигович         | 04.11.2010            | середня спеціальна | позапартійний                             | приватний підприємець                                                     |
| 13                                                  | Бадзьо Сергій Йосипович         | 04.11.2010            | вища               | позапартійний                             | УМВС ДАІ України в Закарпатській області, старший лейтенант міліції       |
| 14                                                  | Монда Віктор Степанович         | 04.11.2010            | середня спеціальна | позапартійний                             | Середнянська селещна рада, інженер-землевпорядник                         |
| 15                                                  | Крицкій Олександра Іванівна     | 04.11.2010            | вища               | позапартійна                              | інтернатура в Закарпатській обласній стоматологічній поліклініці          |
| 16                                                  | Басараб Маріанна Іванівна       | 04.11.2010            | вища               | позапартійна                              | аптека № 131, фармацевт                                                   |
| 17                                                  | Трельо Іван Іванович            | 04.11.2010            | середня спеціальна | позапартійний                             | приватний підприємець                                                     |
| 18                                                  | Чатій Елізавета Титусівна       | 04.11.2010            | вища               | позапартійна                              | Середнянський дошкільний навчальний заклад «Сонечко», завідувачка         |
| 19                                                  | Плеша Віталій Степанович        | 04.11.2010            | незакінчена вища   | позапартійний                             | Середнянська селещна рада, заступник голови                               |
| 20                                                  | Бердар Олександр Юрійович       | 04.11.2010            | середня спеціальна | позапартійний                             | приватний підприємець                                                     |
| 22                                                  | Худій Ольга Василівна           | 04.11.2010            | середня            | позапартійна                              | обласна клінічна лікарня, відділення нефрології, медична сестра           |
| 23                                                  | Штенюк Тетяна Георгіївна        | 04.11.2010            | середня            | позапартійна                              | Середнянська районна лікарня № 2, оператор                                |
| 24                                                  | Бережинський Леонід Леонтійович | 04.11.2010            | середня            | член Партії регіонів                      | ДП «Ужгородський лісгосп», лісник                                         |
| 25                                                  | Крицкій Олександр Емерихійович  | 04.11.2010            | вища               | позапартійний                             | Ужгородський МВ ПМ ДПІ, слідчий                                           |
| 26                                                  | Андрійканич Павло Михайлович    | 04.11.2010            | незакінчена вища   | позапартійний                             | ТОВ «ВЕП-Трейд», засновник                                                |
| 27                                                  | Лютнянський Руслан Йосипович    | 04.11.2010            | незакінчена вища   | позапартійний                             | приватний підприємець                                                     |
| 28                                                  | Шпонтак Віталій Михайлович      | 04.11.2010            | незакінчена вища   | позапартійний                             | ТОВ «ВЕП-Трейд», засновник                                                |
| 29                                                  | Фучко Лариса Михайлівна         | 04.11.2010            | вища               | член Політичної партії «Сильна Україна»   | Середнянська селищна рада, секретар                                       |
| 30                                                  | Павлич Віктор Юрійович          | 04.11.2010            | середня            | позапартійний                             | ТОВ «Закарпатбуд», тракторист                                             |